# 漢諾威的亞歷山德拉 (1999)
愛麗珊德拉·夏洛特·尤麗卡·瑪亞·維珍妮亞（1999年7月20日—）是漢諾威恩斯特·奧古斯特五世和第二任妻子卡露蓮的唯一女兒，於父母結婚後六個月出生。

## 生平
漢諾威的亞歷山德拉生於弗克拉布魯克的萨尔茨卡默古特診所，她在阿爾姆河谷格呂瑙的一間教堂受洗。

## 地位
愛麗珊德拉亦是美国知名女演员，格蕾丝·凱利及摩纳哥的兰尼埃三世唯一使用王室頭銜的外孫女，她在摩納哥被官方合法稱為漢諾威的亞歷山德拉公主殿下。她共有五個同父異母及異父同母的兄姊，並是摩纳哥王位的第八繼承人，也曾可繼承英国王位，直至2018年其領受天主教堅振聖事為止。

## 外部連結
- http://www.welfen.de/ （页面存档备份，存于）